# Drasteriodes albinubis
Drasteriodes albinubis är en fjärilsart som beskrevs av Edward P. Wiltshire 1971. Drasteriodes albinubis ingår i släktet Drasteriodes och familjen nattflyn. Inga underarter finns listade i Catalogue of Life.